# Alain Lebœuf
Pour les articles homonymes, voir Lebœuf.
Alain Lebœuf, né le 2 février 1964 à Nantes (Loire-Atlantique), est un homme politique français. Membre  des Républicains, il est président du conseil départemental de la Vendée depuis 2021.

## Biographie
Il est le fils de Michel Lebœuf, entrepreneur du bâtiment, maire de Treize-Septiers de 1983 à 2008. Membre du RPR puis de l’UMP, ce dernier reçoit chez lui des personnalités politiques de premier plan, comme Vincent Ansquer, Jacques Toubon et Alain Juppé.
D’abord professeur de sciences de la vie et de la Terre puis d’informatique au lycée Jeanne-d'Arc de Montaigu (1987-1996), Alain Lebœuf devient directeur du collège Saint-Sauveur de Rocheservière en 1996.

## Carrière politique
Alain Lebœuf est élu maire de Rocheservière en 2001. Élu conseiller général du canton en 2004, réélu en mars 2011, il préside la commission Économie numérique, Réseaux et Transports.
Candidat aux élections législatives de 2007 dans la 1re circonscription de la Vendée, contre le député sortant Jean-Luc Préel (PSLE), il échoue à devancer ce dernier et se désiste en sa faveur au second tour.
Soutenu par le président du conseil général Bruno Retailleau (apparenté UMP au Sénat), Alain Lebœuf est à nouveau candidat lors des élections législatives de juin 2012. Il est élu député de la 1re circonscription de la Vendée (Divers droite) au deuxième tour, l’emportant avec 53,19 % des suffrages face à la candidate socialiste Martine Chantecaille. Son suppléant est Serge Rondeau, maire de Challans et conseiller général du canton de Challans.
Le 14 février 2015, il annonce sa candidature aux élections départementales sur le nouveau canton d'Aizenay. Il est réélu dès le premier tour le 22 mars 2015 avec 52,76 % des voix. Il devient vice-président du conseil départemental de la Vendée.
Il soutient François Fillon pour la primaire présidentielle des Républicains de 2016.
En juillet 2021, il devient président de la SAEM Vendée et préside ainsi la course du Vendée Globe.

### Mandats locaux
- Adjoint au maire de Rocheservière (décembre 2012 - mars 2014).
- Maire de Rocheservière (18 mars 2001 - octobre 2012[9]).
- Conseiller général du canton de Rocheservière (2004-2015).
- Conseiller départemental du canton d'Aizenay (depuis mars 2015)
- Président du conseil d’administration de l’établissement public foncier de la Vendée (2011-2014).
- Président du Groupement d’Intérêt Public (GIP) Vendée Numérique (depuis le 1er juin 2015)

### Mandats nationaux
- Député de la Vendée (2012-2017).